# Pectinaria incerta
Pectinaria incerta är en ringmaskart som först beskrevs av Jean-Charles Chenu 1842.  Pectinaria incerta ingår i släktet Pectinaria och familjen Pectinariidae. Inga underarter finns listade i Catalogue of Life.